# Сунгурларе
Сунгурларе (буг. Сунгурларе) град је у Републици Бугарској и седиште истоимене општине Сунгурларе у оквиру Бургаске области.

## Географија
Положај: Сунгурларе се налази источном делу Бугарске. Од престонице Софије град је удаљен 350 km источно, а од обласног средишта, Бургаса град је удаљен 80 km северозападно.
Сунгурларе се сместио у истоименој долини, у југоисточном подножју Старе планине. Надморска висина града је око 200 m.

## Становништво
По проценама из 2010. године Сунгурларе је имало око 3.300 становника. Огромна већина градског становништва су етнички Бугари. Остатак су махом Роми. Последњих година број становника у граду опада због удаљености од главних токова развоја у земљи. 
Претежан вероисповест месног становништва је православље.

## Галерија
- Градска православна црква
- Градски музеј у Сунгурлару